# Górne ogrody Barrakka

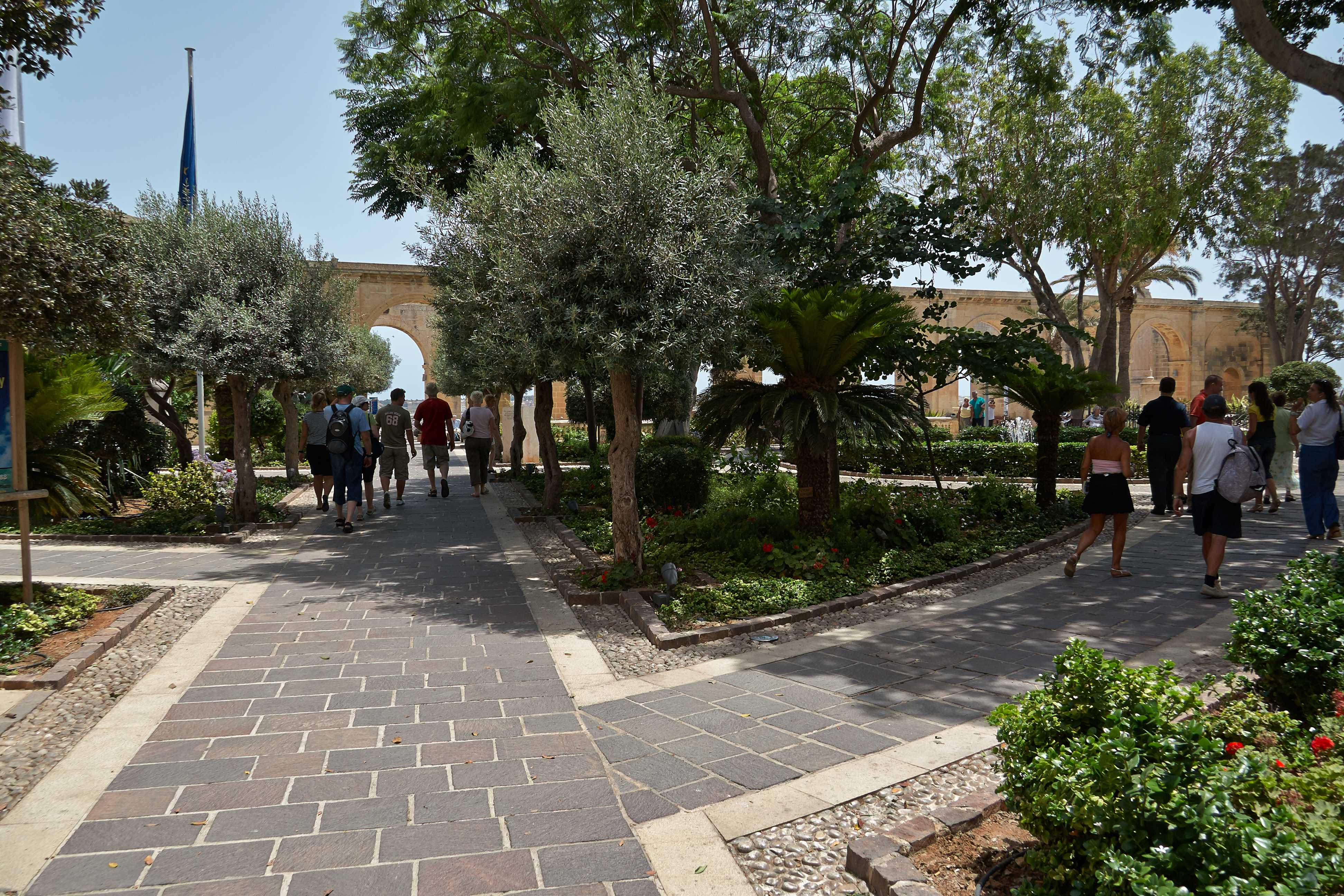
Ogólny widok

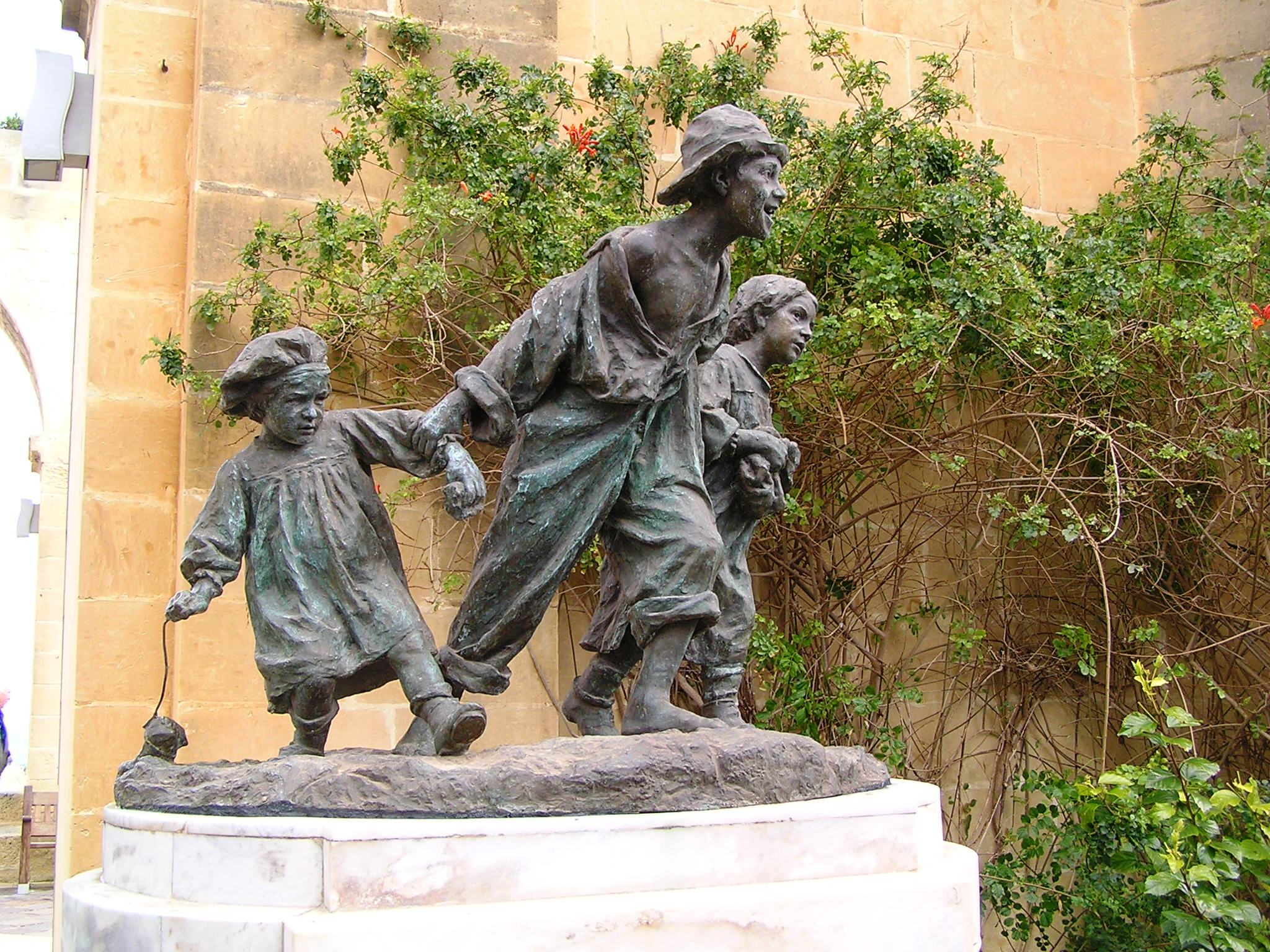
Les Gavroches

Górne ogrody Barrakka (ang. Upper Barrakka Gardens, malt. Il-Barrakka ta' Fuq) są publicznym ogrodem w Valletcie na Malcie. Są bliźniacze z Lower Barrakka Gardens w tej samej miejscowości.

## Położenie
Ogrody znajdują się na górnej kondygnacji Bastionu św. Piotra i Pawła, który został zbudowany w latach 60. XVI w. Na dolnej kondygnacji bastionu znajduje się Saluting Battery (Bateria Powitalna). Codziennie (oprócz niedziel i niektórych świąt) o 12:00 i 16:00, członkowie Malta Heritage Society (ubrani w mundury Artylerii Brytyjskiej) oddają salut armatni. Kolumnada łukowa na tarasie w ogrodzie zbudowana została w 1661 roku przez rycerza Fra' Flaminio Balbianiego. Pierwotnie była zadaszona, ale sufit został usunięty po powstaniu księży w 1775 roku.
Ogrody były pierwotnie używane dla wypoczynku rycerzy Języka Włoskiego z Zakonu Świętego Jana, a zostały otwarte dla publiczności po zakończeniu okupacji francuskiej w roku 1800.

## Rzeźby i monumenty
W parku znajduje się kilka pomników i monumentów upamiętniających wybitnych ludzi. Po przekroczeniu głównej bramy, uwagę zwraca centralnie usytuowana okrągła fontanna z sadzawką.

Naturalnej wielkości rzeźba z brązu, przedstawiająca lorda Geralda Stricklanda, premiera Malty w latach 1924-32, stoi obok fontanny. Wykonał ją w 1945 roku maltański artysta Antonio Sciortino.

Na lewo od sadzawki znajduje się surowy, w formie grobowca, pomnik sir Thomasa Maitlanda, pierwszego brytyjskiego gubernatora kolonialnego Malty.

Replika innego dzieła Sciortino - Les Gavroches, przedstawia chłopca w podniszczonym ubraniu, prowadzącego za ręce dwoje małych dzieci, podobnie jak on ubranych. Oryginał znajduje się w Narodowym Muzeum Sztuk Pięknych w Valletcie.

Na lewo od bramy wejściowej znajduje się, wykonany z wapienia, monument upamiętniający chirurga dr Johna Bathursta Thomsona, zmarłego w Valletcie na cholerę 18 września 1850 r. w wieku 36 lat.

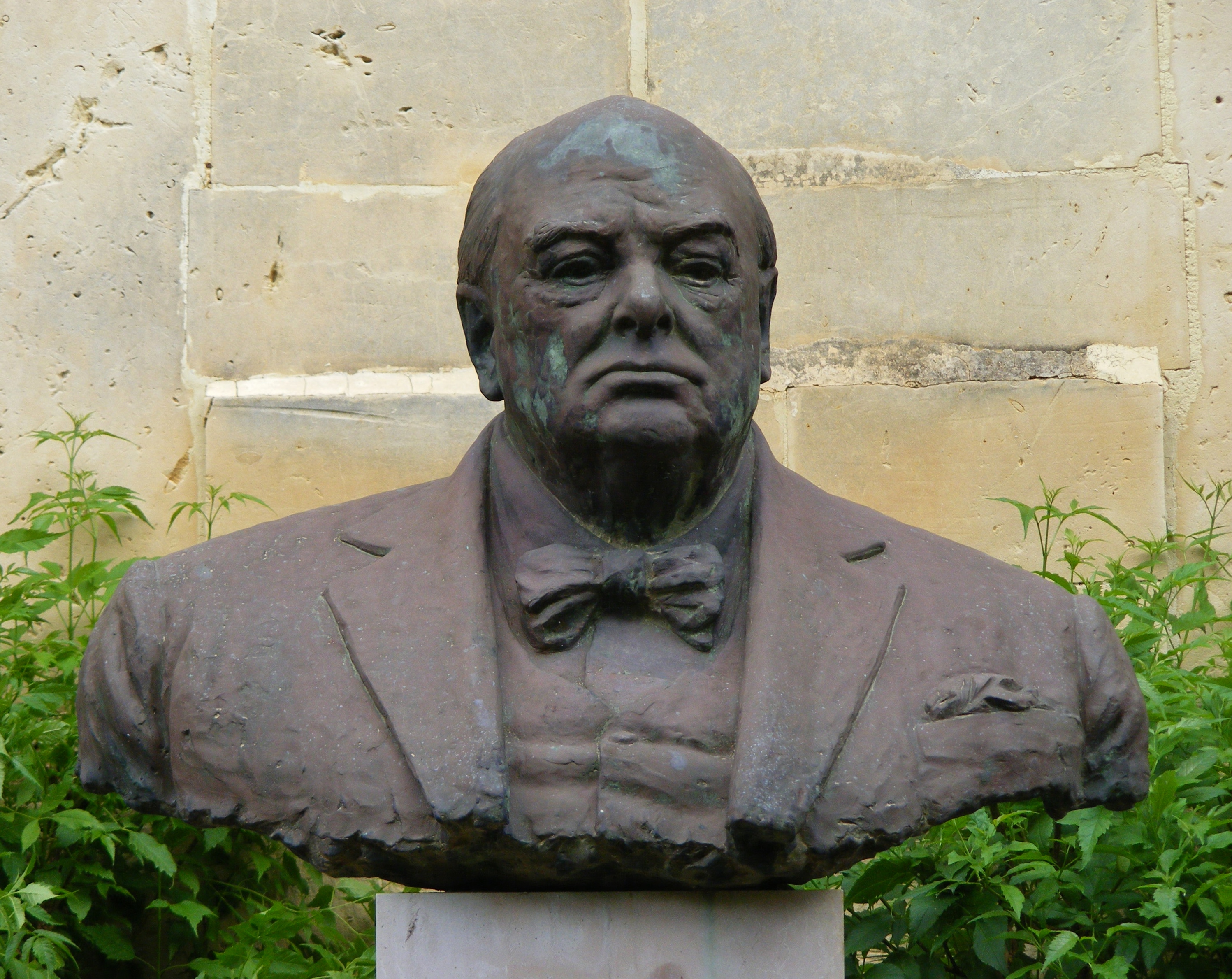
Popiersie Sir Winstona Churchilla

Brązowe popiersie sir Winstona Churchilla, dzieło Vincenta Apapa, stoi w miejscu, które wybrał osobiście model rzeźbiarza.

Kilka pomników rozmieszczonych jest wzdłuż łuków tarasu. Najbardziej na lewo znajduje się pomnik sir Giuseppe Niccolò Zammita. Jego wapienny wizerunek znajduje się na wydłużonym cokole, z lwami po obu stronach. Dr Zammit był sędzią Sądu Najwyższego w początkach XIX w.

Sfinks patrzący na Grand Harbour, ustawiony na wapiennej podstawie, upamiętnia kapitana Rinaldo Sciberrasa, który zginął w bitwie w czasie misji w Indiach.

Wreszcie pomnik-obelisk upamiętniający ppłk Clementa Martina Edwardsa, który zmarł w Valletcie 17 marca 1816 r. w wieku 36 lat. Tablica umieszczona na łukach w pobliżu tego obelisku, upamiętnia słynnego włoskiego wynalazcę Gugliemo Marconiego.

Marmurowa płyta nieopodal rzeźby Le Gavroches, upamiętniająca życie i dorobek Alberta Einsteina, odsłonięta została przez Fundację Albert Einstein Academy 15 lipca 1988 r.

Wśród osobistości maltańskich upamiętnionych tablicą jest też Francesco Saverio Caruana - duchowny, który odegrał kluczową rolę w powstaniu przeciwko francuskim okupantom. W roku 1831 Caruana został mianowany Biskupem Malty.

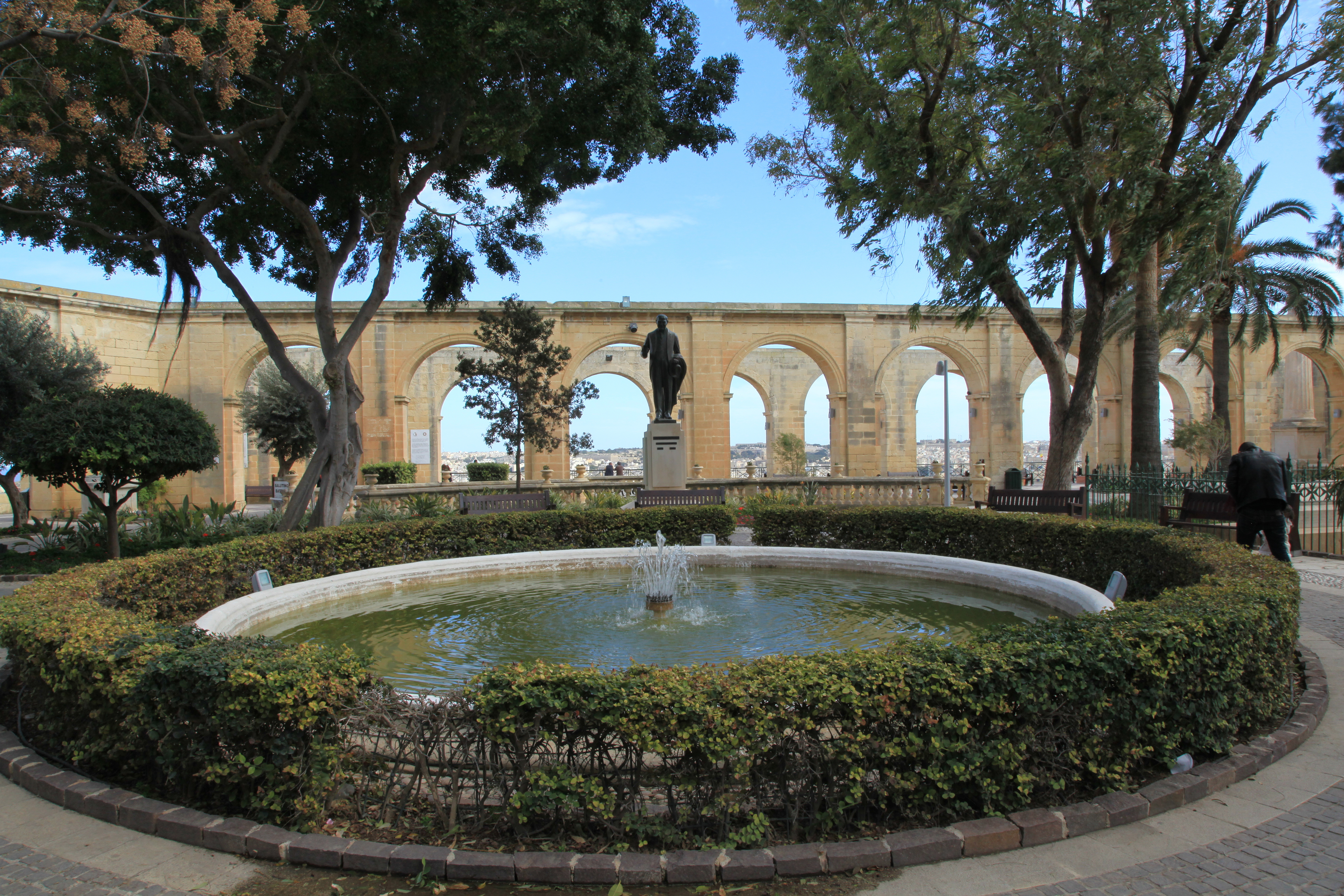
Fontanna

Kolejna płyta upamiętnia Maltańczyków, którzy opuścili swoją ojczyznę, aby szukać szczęścia gdzie indziej (malt. Tislima lil eluf ta’ Maltin u Għawdxin li marru jgħixu f’art barranija matul is-sekli dsatax u għoxrin) oraz bohaterów wojennych, którzy oddali swoje życie w bitwach.

Inna tablica honoruje szczęśliwe zakończenie Operacji Pedestal (B’Tifkira tal-Konvoj ta’ Santa Marija fit-18 ta’ Awwissu 1942, li tant għen lill-Maltin u l-Ingliżi fil-Ġlieda tagħhom kontra n-Nażiżmu u l-Faxxiżmu co znaczy Pamięci konwoju Santa Maria, który przybył na Maltę 18 sierpnia 1942 i pomógł Maltańczykom i Brytyjczykom w walce z nazizmem i faszyzmem).

Kolejna tablica upamiętnia dr Rużara Briffę (1906-1963), lekarza-dermatologa, poetę. Napis na płycie brzmi: Lill-Poeta Rużar Briffa li f’dan il-Ġnien tħabbeb mal-Poeżija czyli Poecie Rużar Briffa, który w tym ogrodzie zakochał się w poezji.
Z racji położenia w najwyższym punkcie murów miejskich, ogród oferuje panoramiczny widok na Wielki Port (Grand Harbour), tzw. "Trzy Miasta", a także stocznię i niżej położone tereny stolicy.
16 czerwca 2015 (w 73. rocznicę zatopienia) w ogrodach odsłonięto tablicę upamiętniającą poległych marynarzy z niszczyciela eskortowego ORP Kujawiak. Pomysłodawcą i fundatorami marmurowej tablicy są członkowie Stowarzyszenia Wyprawy Wrakowe, którzy odnaleźli wrak w 2014 roku.

## Winda
Winda łączy ogrody z fosą Bastionu św. Jakuba (St. James' Bastion), gdzie co niedzielę odbywają się targi, oraz z pobliskim molo Lascarisa (Lascaris Wharf). Pierwsza winda w tym miejscu została zbudowana w 1905 roku, ale została zamknięta w 1973 roku i zdemontowana w 1983 roku. Nowa winda została uroczyście otwarta w dniu 15 grudnia 2012 roku.

## Galeria

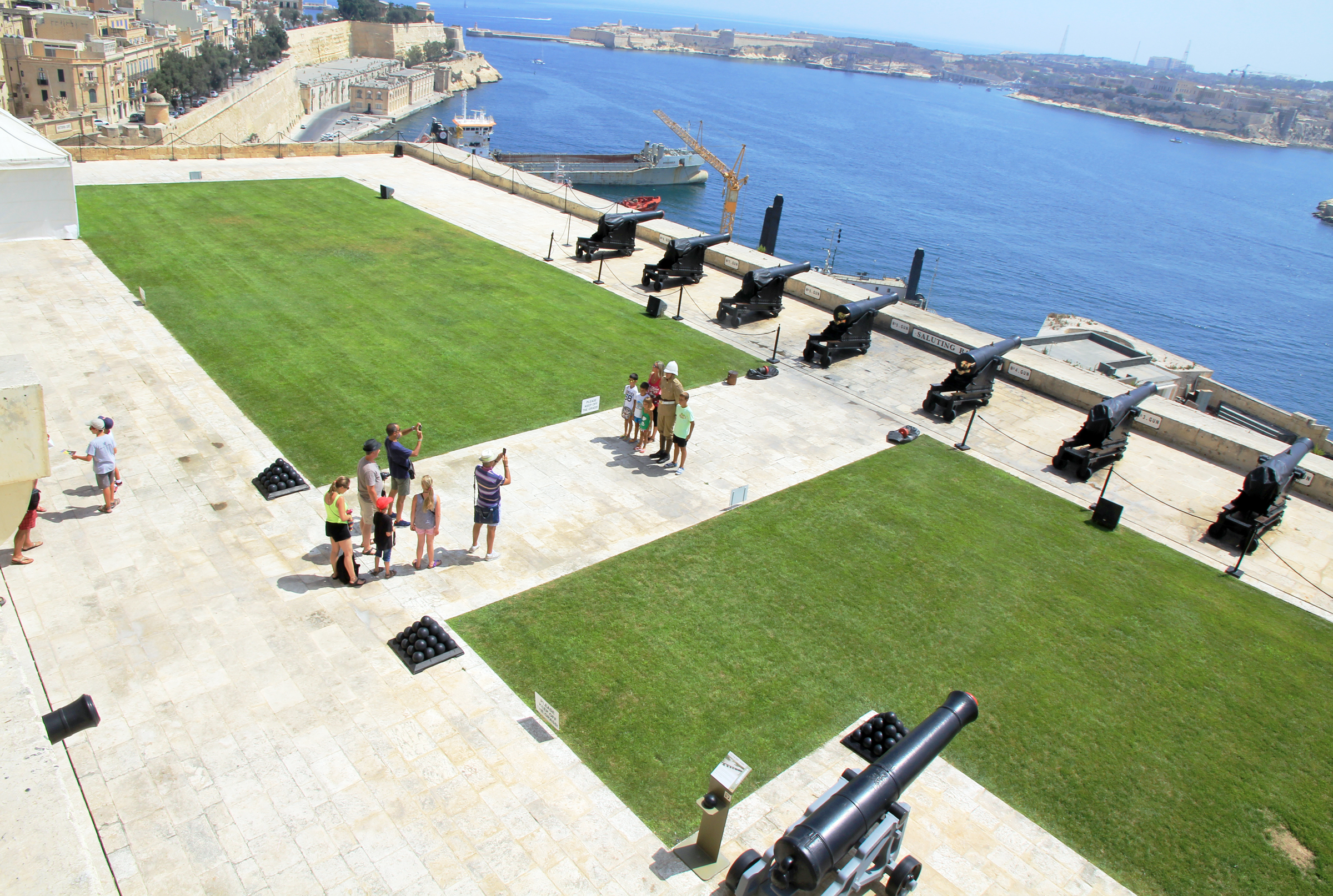
Saluting Battery
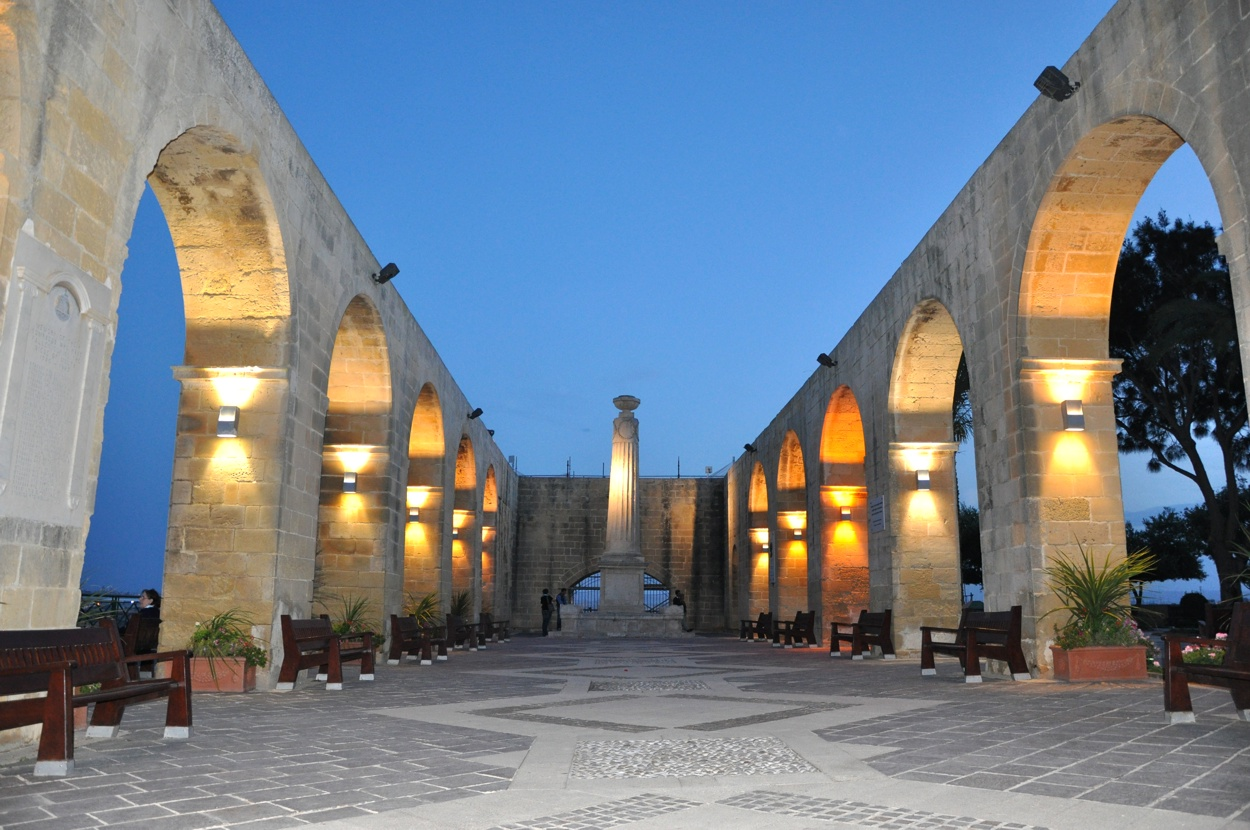
Taras wieczorem
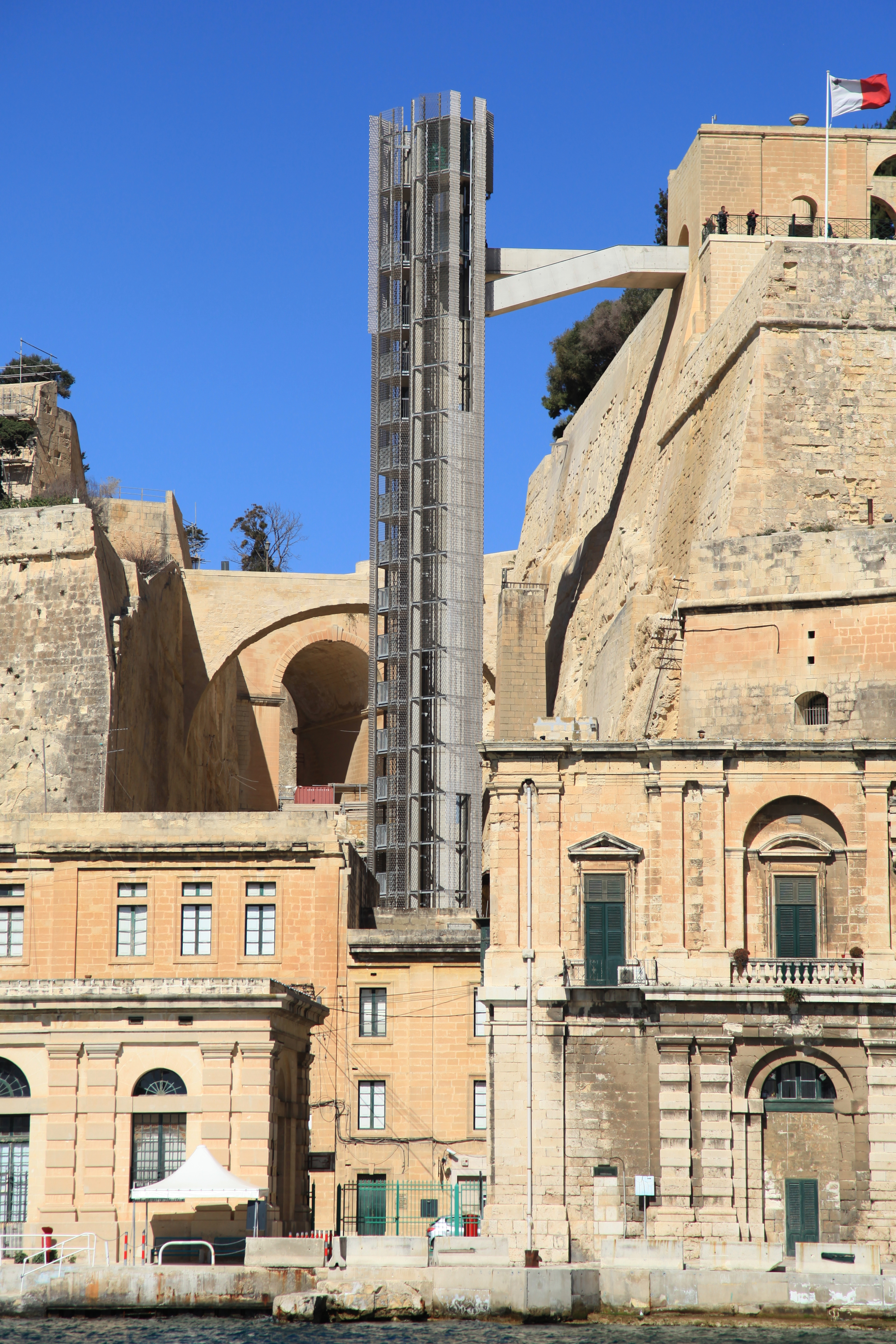
Winda łącząca Upper Barrakka Gardens z nabrzeżem